# Rhytididae
Rhytididae is een familie van weekdieren uit de klasse van de Gastropoda (slakken).

## Geslachten
- Amborhytida Climo, 1974
- Austrorhytida Smith, 1987
- Delos Hutton, 1904
- Delouagapia Powell, 1952
- Diplomphalus Crosse & P. Fischer, 1873
- Montidelos Iredale, 1943
- Murphitella Iredale, 1933
- Occirhenea Iredale, 1933
- Paryphanta Albers, 1850
- Powelliphanta O'Connor, 1945
- Prolesophanta Iredale, 1933
- Pseudomphalus Ancey, 1882
- Rhytida Martens, 1860
- Rhytidarex Powell, 1948
- Saladelos Iredale, 1933
- Schizoglossa Hedley, 1892
- Strangesta Iredale, 1933
- Tasmadelos Iredale, 1938
- Tasmaphena Iredale, 1933
- Torresiropa Iredale, 1933
- Victaphanta Iredale, 1933
- Wainuia Powell, 1930